# 3L de Rivière-du-Loup
Pour les articles homonymes, voir Rivière du Loup.
Les 3L de Rivière-du-Loup sont une franchise de hockey sur glace de la Ligue nord-américaine de hockey de Rivière-du-Loup dans la province de Québec au Canada. L'équipe existe depuis 2004-2005 et est connue jusqu'en 2010 sous le nom de CIMT de Rivière-du-Loup.

## Historique

ancien logo

Rivière-du-Loup a déjà évolué dans la LNAH à l'époque où elle s'appelait la Ligue de hockey semi-professionnel du Québec. Le Promutuel de Rivière-du-Loup qui a fait son entrée en 2001-2002 a été en action pendant trois saisons. À l'automne 2004, Rivière-du-Loup n'a plus d'équipe senior mais le déménagement de la franchise de Saint-Jean-Port-Joli qui évoluait dans la Ligue centrale de hockey (LCH-AAA) permet la naissance du CIMT de Rivière-du-Loup.
L'équipe termine sa première saison au neuvième rang de la LCH. La saison suivante, le CIMT change de patinoire pour évoluer dans un nouvel amphithéâtre, le Centre Premier Tech. L'équipe termine la campagne 2005-2006 au 4e rang. En 2006-2007, le CIMT se classe au 7e rang puis au 4e en 2007-2008 où l'équipe s'incline en demi-finale des séries éliminatoires face au 98,3 de Saguenay.
Lors de la saison 2008-2009, à la suite de la fermeture de la Ligue centrale de hockey, le CIMT rejoint à la Ligue nord-américaine de hockey (connue sous le sigle LNAH). La LNAH offre un calibre de jeu plus élevé et l'équipe connait une saison difficile. Elle termine sa première campagne dans la ligue au septième rang et s'incline au premier tour des séries contre le CRS Express de Saint-Georges. Pour la saison 2009-2010, sa deuxième dans la LNAH, le CIMT se fait éliminer en demi-finale des séries en quatre matchs par le Saint-Francois de Sherbrooke.
Au cours de l'été 2010, plusieurs actionnaires se joignent à l'équipe et cette dernière change de nom pour devenir les 3L de Rivière-du-Loup. Le nom 3L avait déjà été porté par l'équipe locale dans les années 1970 alors qu'elle évoluait dans la Ligue Républicaine.
La saison 2015-2016 est une excellente saison pour les 3L qui terminent 2e au classement général. Ils remportent ensuite la Coupe Vertdure pour la toute première fois de leur histoire face aux Éperviers de Sorel-Tracy qu'ils battent lors du 7e match au Centre Premier Tech rempli.

## Joueurs

### Numéro retiré
| N° | Nom                    | Position      | Année       | PJ  | B  | A  | Pts |
| -- | ---------------------- | ------------- | ----------- | --- | -- | -- | --- |
| 17 | Jean-François Béliveau | Ailier gauche | 2002 à 2012 | 252 | 27 | 39 | 66  |

## Statistiques
| No | Saison    | PJ | V  | D  | DP | DTB | BP  | BC  | Pts | Classement | Séries éliminatoires       |
| -- | --------- | -- | -- | -- | -- | --- | --- | --- | --- | ---------- | -------------------------- |
| 1  | 2004-2005 | 34 | 9  | 23 | 2  | 0   | 109 | 188 | 20  | 9e place   | Défaite en quart de finale |
| 2  | 2005-2006 | 36 | 18 | 14 | 2  | 2   | 149 | 149 | 38  | 4e place   | Défaite en demi-finale     |
| 3  | 2006-2007 | 36 | 15 | 19 | 2  | 0   | 165 | 193 | 32  | 7e place   | Défaite en quart de finale |
| 4  | 2007-2008 | 36 | 20 | 15 | 0  | 1   | 187 | 161 | 41  | 4e place   | Défaite en demi-finale     |

| No | Saison    | PJ | V  | D  | DP | DTB | BP  | BC  | Pts | Classement | Séries éliminatoires       |
| -- | --------- | -- | -- | -- | -- | --- | --- | --- | --- | ---------- | -------------------------- |
| 5  | 2008-2009 | 44 | 18 | 23 | 3  | 0   | 151 | 184 | 39  | 7e place   | Défaite en quart de finale |
| 6  | 2009-2010 | 44 | 21 | 19 | 3  | 1   | 175 | 173 | 46  | 5e place   | Défaite en demi-finale     |
| 7  | 2010-2011 | 42 | 15 | 24 | 0  | 3   | 143 | 210 | 33  | 7e place   | Défaite en demi-finale     |
| 8  | 2011-2012 | 48 | 21 | 24 | 3  | 0   | 179 | 219 | 45  | 7e place   | Non qualifiés              |
| 9  | 2012-2013 | 40 | 18 | 15 | 3  | 4   | 165 | 169 | 43  | 4e place   | Défaite en quart de finale |
| 10 | 2013-2014 | 40 | 19 | 15 | 3  | 3   | 172 | 172 | 44  | 5e place   | Défaite en quart de finale |
| 11 | 2014-2015 | 40 | 18 | 17 | 3  | 2   | 195 | 206 | 41  | 6e place   |                            |
| 12 | 2015-2016 | 40 | 26 | 11 | 3  | 0   | 173 | 133 | 55  | 2e place   | Champions                  |
| 13 | 2016-2017 | 40 | 17 | 17 | 5  | 1   | 146 | 161 | 40  | 5e place   |                            |
| 14 | 2017-2018 | 36 | 19 | 14 | 2  | 1   | 152 | 155 | 41  | 3e place   |                            |
| 15 | 2018-2019 | 36 | 20 | 14 | 1  | 1   | 148 | 138 | 42  | 2e place   |                            |
| 16 | 2019-2020 | 36 | 18 | 15 | 2  | 1   | 140 | 140 | 39  | 4e place   |                            |